# Hvîli, Vasîlkivka
Hvîli (în ucraineană Хвилі) este un sat în comuna Zelenîi Hai din raionul Vasîlkivka, regiunea Dnipropetrovsk, Ucraina.

## Demografie
Componența lingvistică a localității Hvîli
     Ucraineană (77,59%)
     Rusă (20,69%)
     Belarusă (1,72%)
Conform recensământului din 2001, majoritatea populației localității Hvîli era vorbitoare de ucraineană (77,59%), existând în minoritate și vorbitori de rusă (20,69%) și belarusă (1,72%).